# فلوریدا (شهرستان اورنج، نیویورک)
فلوریدا (به انگلیسی: Florida) یک منطقهٔ مسکونی در ایالات متحده آمریکا است که در شهرستان اورنج، نیویورک واقع شده‌است. فلوریدا ۵٫۸۴ کیلومتر مربع مساحت و ۳٬۰۴۹ نفر جمعیت دارد و ۱۳۶ متر بالاتر از سطح دریا واقع شده‌است.